# El Veguero Libre
Durante las décadas de 1940 y 1950, el término municipal de Jatibonico tuvo una pródiga actividad periodística la cual se expresaba a través de sus órganos de prensa tales como: El Veguero Libre, La Prensa y Ecos de Jatibonico, El Boletín Rotario de Jatibonico y la Emisora Radial CMJJ Radio Jatibonico. Estos órganos además de cumplir funciones económicas y comerciales representaron un importante vehículo de promoción y divulgación de la cultura local.

## Inicios
Su fundación data del 1.º de agosto de 1945, alcanzando una tirada de 5 500 ejemplares que rompen fronteras locales y nacionales bajo la dirección de su propietario Heriberto Díaz Felipe y la colaboración de su Jefe de Redacción Félix Granado y corresponsal viajero Rómulo Loredo Alonso.

## Impresión
Se imprimía en la Casa SCHIFFINI en Sancti Spíritus y su redacción y administración radicaban en Simón Reyes # 23 en Jatibonico. Si bien en sus páginas se imputan la propaganda comercial, es un gran vehículo en el desarrollo cultural y educacional del pueblo jatiboniquense. Se divulgan Concursos, Poesías, Artículos Literarios y Culturales, así como Artículos de carácter Deportivo.

## Objeto social

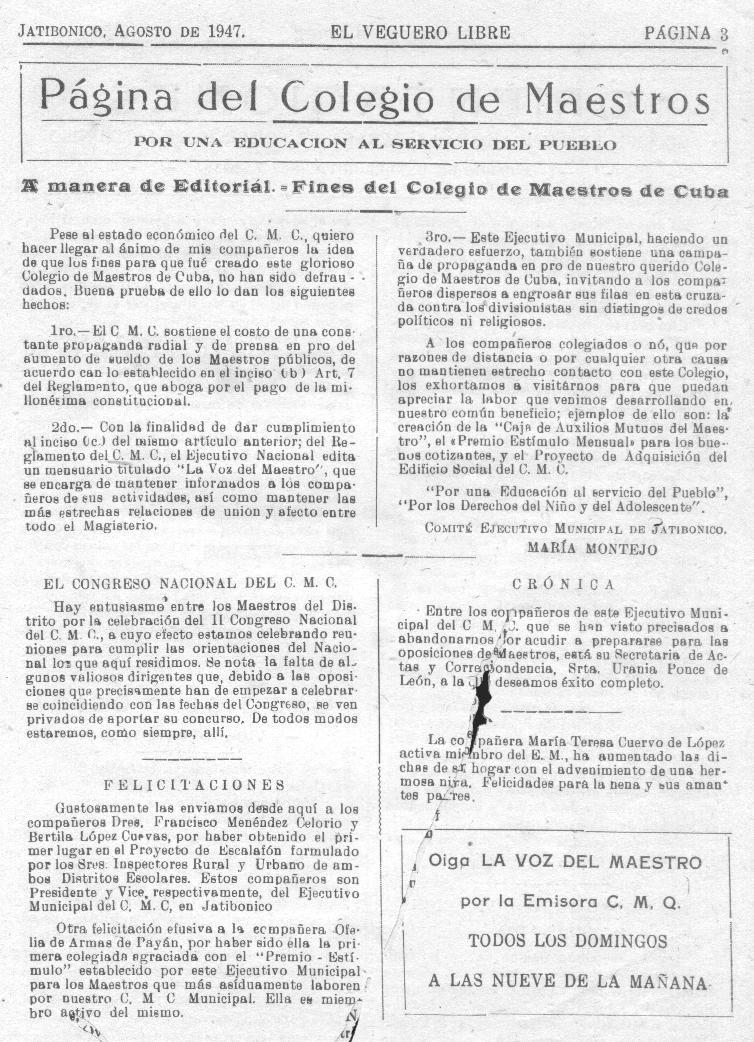
El Veguero Libre

El Veguero Libre fue una tribuna de combate para lograr algunas conquistas del Sector Campesino, sobre todo en el plano organizativo, ya que a través de sus campañas se lograron crear el Comité de Producción Agrícola lucha por el mejor estándar de vida para el cosechero de tabaco, unir a los trabajadores del tabaco en las elecciones de cosecheros; activar la campaña Pro retiro para el cosechero de tabaco entre otras.
Muy significativa es la labor de este Periódico de llevar al pueblo y en particular al campesinado, su mensaje patriótico.
En casi todos sus números se destacan de una u otra forma, aspectos de nuestras luchas por la Independencia Nacional.
Durante las publicaciones del año 1953, el Veguero Libre, se hizo
eco de las campañas a nivel nacional por revivir al maestro. En su editorial del número 7, de febrero de 1953 se destaca:
"... Y todo cuanto se mueve a nuestro derredor, torno a honrar su memoria y a rendirle homenaje (...) A Martí se le honra con hechos..."